# Pileus (pokrývka hlavy)

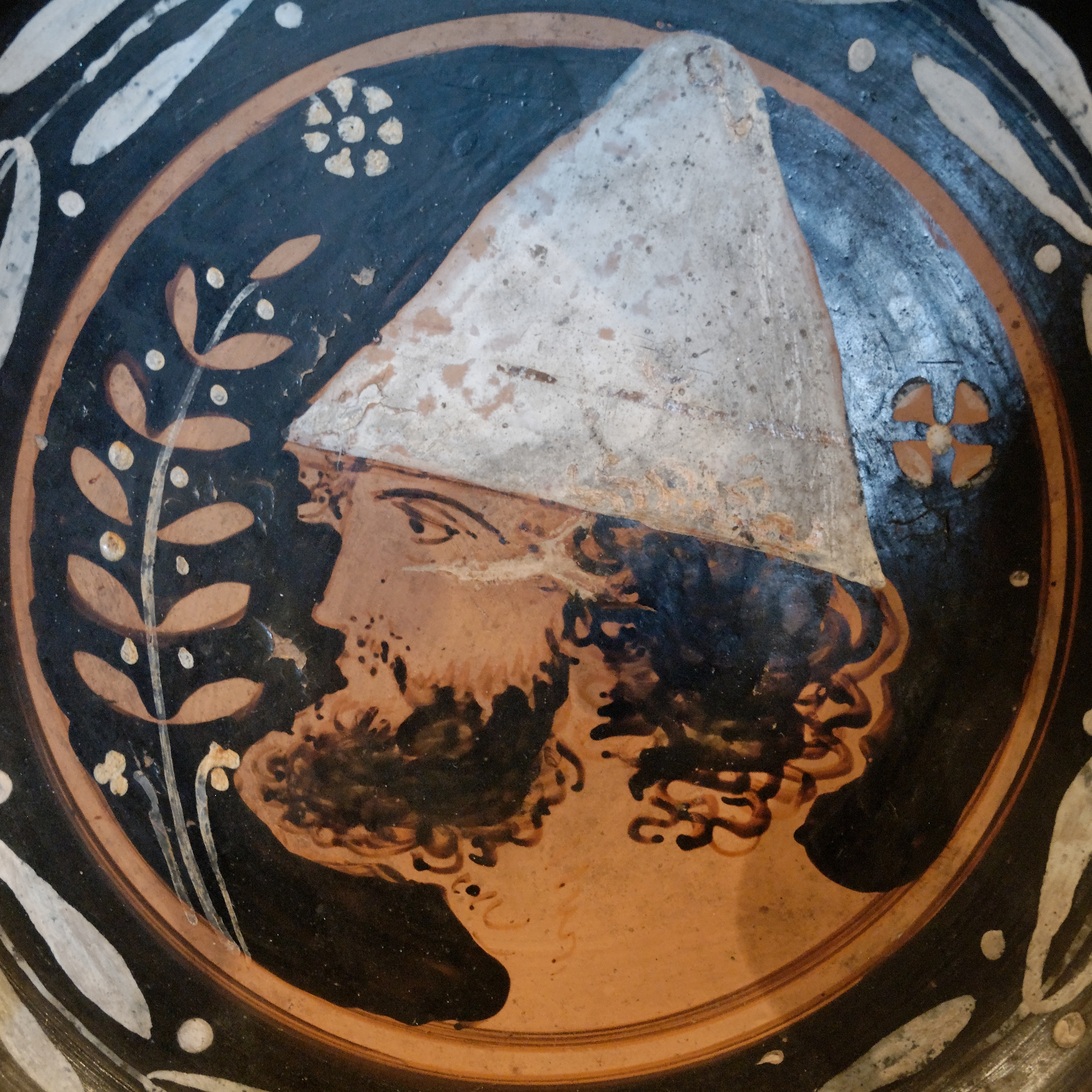
Muž v pileu na řecké nádobě ze 4. století př. n. l.

Pileus je mužská pokrývka hlavy ve tvaru homole zhotovená z plsti, která se nosila v antice. Pochází z oblasti Ilýrie, rozšířila se pod názvem pilos (πῖλος) v Řecku, kde patřila k atributům Dioskúrů. Od Řeků ji převzali Římané, kde bylo nošení pilea privilegiem svobodných občanů; když byl otrok propuštěn na svobodu, konala se slavnost, při níž mu byly ostříhány vlasy a na hlavu vsazen pileus z nebarvené látky. Pileus se proto stal symbolem bohyně svobody Libertas (odtud výraz „servos ad pileum vocare“, označující povolávání otroků do vojska pod příslibem osvobození) a Marcus Iunius Brutus razil mince s jeho vyobrazením. Na tuto tradici navázali revolucionáři v 18. století, jejichž odznakem byla frygická čapka.
Starořečtí peltastové nosili bronzové přilby, které tvarem připomínaly pileus. Malá čapka kryjící pouze temeno hlavy se nazývala pileolus, verze doplněná širokou střechou proti slunci a dešti byla známá jako petasos. Z pilea vychází součást albánského kroje plis (qeleshe). 